# Záboj a Slavoj (sousoší)
Záboj a Slavoj je sousoší od Josefa Václava Myslbeka umístěné na pražském Vyšehradě, přesněji v parku ve Vyšehradských sadech. Zobrazuje dva slovanské bojovníky Záboje a Slavoje, kteří se dle Rukopisu královédvorského roku 805 postavili proti nepřátelskému Luďkovi, nad nímž poté společnými silami zvítězili. Sousoší je též národní kulturní nemovitou památkou.

## Historie
Roku 1881 byla vypsána veřejná soutěž, jejíž vítěz měl představit návrh na výzdobu Palackého mostu. Soutěž vyhrál sochař Josef Václav Myslbek s námětem dle Rukopisů, podle jehož návrhu zde byly instalovány dohromady 4 sochy včetně Záboje a Slavoje. Všechny díla vysochal v letech 1892–1895 Čeněk Vosmík přímo na mostě. Socha byla tedy instalována roku 1895.
Při leteckém útoku na Prahu 14. února 1945 byly sochy Přemysl a Libuše a Lumír a Píseň značně poničeny a musely proto být zhotoveny jejich kopie, sousoší Záboje a Slavoje však nezaznamenalo žádné velké poškození, ale i přesto bylo dva roky po konci druhé světové války (1947) přesunuto do Vyšehradských sadů, kde spočívá dodnes.